# Любковщина (Столбцовский район)
Любковщина (бел. Лю́бкаўшчына) — агрогородок в Столбцовском районе Минской области Республики Беларусь. В составе Миколаевщинского сельсовета.

## География
Пролегает дорога Н-9781.
Ближайшие населённые пункты Жигалки, Погорелое, Судники и др.

### Гидрография
Река Жигалка.

## История
В 1860 Любковщина, село бывшее владельческое, при реке Петроковщизне, дворов 17, жителей 110, церковь православная.
В 1885 году в составе Говезнянской волости Слуцкого уезда Минской губернии.
До 14 февраля 1983 года деревня входила в состав Вишневецкого сельсовета (до 1964 года — Говезновский сельсовет).
23 декабря 2008 года деревня преобразована в агрогородок и стала центром Миколаевщинского сельсовета, позже центр сельсовета возвращен в деревню Миколаевщина.
28 ноября 2024 года изменены границы агрогородка, в его черту включён земельный участок площадью 0,0394 га.

## Население

### Численность
- 2009 год — 422 жителей

### Динамика
- 1860 год — 34 дворов, 279 жителей (139 муж., 140 жен.), Любковщизна[3]
- 1908 год — 15 дворов, 175 жителей (деревня), 1 двор, 16 жителей (имение)[3]
- 1999 год — 427 жителей (перепись населения)
- 2009 год — 422 (433) жителей (перепись населения)[3]

## Культура
- Дом культуры
- Библиотека
- Музей ГУО «Любковщинская средняя школа»

## Достопримечательность
- Свято-Покровская церковь (XIX век)[6]. Православный храм, памятник народного зодчества.
- Монумент в память о 21 земляках—воинах и партизанах, погибших в годы Великой Отечественной войны — ул. Юбилейная, 1, около Дома культуры. Памятник представляет собой стелу с нанесенными фамилиями, именами, отчествами погибших в годы войны земляках. Установлен в 1981 году.
- Мемориальная доска в честь заслуженного работника сельского хозяйства К. А. Коробко — ул. Юбилейная, 1. Мемориальная доска расположена на административном здании ОАО «Родина Я. Коласа».

## Известные лица
- Ярошевич, Александр Адамович (1940—2016) — белорусский искусствовед.